# Электросигнал (завод, Воронеж)
«Электросигнал» — российский завод, расположенный в городе Воронеже, ориентированный на разработку и производство гражданских и военных средств связи. Основан в 1931 году под названием «Красный сигналист», затем переименован в «Электросигнал», во время войны, в 1941 году, был эвакуирован в город Новосибирск, в 1943 году частично возвращен. Предприятие входит в корпорацию Ростех.
Из-за вторжения России на Украину, завод находится под международными санкциями всех стран Евросоюза, США и ряда других стран.

## Историческая справка

### Основание завода
11—15 июня 1931 года состоялся Пленум ЦК ВКП (б), на котором с докладом «Железнодорожный транспорт и его очередные задачи» выступал НКПС М. Л. Рухимович. По его итогам была принята резолюция о повышении уровня материально-технического снабжения транспорта и расширении производств соответствующего оборудования. Во исполнение данной резолюции в Воронеже было намечено строительство завода, предназначенного для выпуска аппаратуры железнодорожной сигнализации и блокировки. Завод решено было строить на окраине Воронежа, где в мае 1931 года проводились молодежные воскресники по расчистке пустыря.
10 сентября 1931 года — официальная дата основания. Решением исполкома Центрально-Чернозёмной области заводу присвоено название «Красный сигналист». Первым директором завода стал бывший участник партизанского подполья в годы Гражданской войны Георгий Михайлович Гройсер-де-Маре, направленный из Молдавии и показавший себя впоследствии энергичным и умелым организатором. После Г. М. Гройсер-де-Маре директорами были- Шаблыгин-1935 , Нудэ А. А.-1936, Щеголь А.И- 1937, Карпов-1938, Марисов-1939, Нечаев-1940.
1932 год — построен двухэтажный корпус, в котором расположились транспортный, деревообделочный, механомонтажный и электромонтажный цехи. Первой продукцией стали специальные клеммы для систем сигнализации и блокировки на железных дорогах, поршня и поршневые кольца для автомобилей. На предприятии работало около 100 человек.
В августе 1932 года — Совет Труда и Обороны решил перепрофилировать предприятие на производство радиопродукции. Завод получил название «Электросигнал». Проблема нехватки квалифицированных рабочих для выпуска сложной продукции была решена путем мобилизации по комсомольским путевкам около 30 радиолюбителей Воронежа из Общества друзей радио, которые приходили на завод и проводили среди рабочих «ликбез» по основам радиодела. Инженерно технические работники обучались на заводе им. Козицкого в Ленинграде. В 1936—1939 годах, во время технической модернизации и внедрения поточного производства, лучшие специалисты стажировались в американской корпорации RCA по американо-советскому соглашению о сотрудничестве. При заводе работал «институт хозяйственников», преподаватели которого изучили опыт подготовки руководителей на заводах страны и лучшее использовали на «Электросигнале». В 1936 году открылась заводская школа ФЗО, затем учебный комбинат. 22 августа 1936 года  вышел первый номер заводской газеты «За Радио». В 2020 году её тираж был 500 экз.
Первой продукцией «Электросигнала» стали безламповые детекторные радиоприемники «П-8» (1933 год) и кристаллические детекторы к ним. С 1934 года выпускалась «Политехигрушка», представляющая собой комплект для сборки приемника и маломощного радиопередатчика, которая пользовалась большой популярностью. Затем начался выпуск ламповых вещательных радиоприемников «БИ-204» (1935 год) — батарейный двухдиапазонный для деревни и «СИ-235» (1936 год) — 4-ламповый 2-диапазонный громкоговорящий для города. С 1939 года начат поточный выпуск 6-ламповых 3-диапазонных супергетеродинов «6Н-1» и его модификаций. Эти приемники, разработанные совместно с RCA, стали лучшей довоенной продукцией завода, к XVIII съезду ВКП(б) их было выпущено более 10 тысяч. Среди редких изделий можно назвать радиоприемник с аппаратом воспроизведения звукозаписи на бумажной ленте — «Говорящая бумага» (1940 год) и радиоприемник с воспроизведением грампластинок «Т-19 Комбайн» (выпущено 10 шт.), который стоял в кабинете Сталина и фигурировал в фильмах «Семнадцать мгновений весны», «Тегеран-43» и др. В ночь с 20 октября на 21 октября 1938 на заводе был пожар, который привел завод в руины — большую часть. 1938-40 г опять надо было строить завод.
В предвоенное время на «Электросигнале» заработал первый в стране сборочный конвейер радиоаппаратуры, был построен конденсаторный цех, сопоставимый по размерам с заводом, появляется заводская социальная сфера — клуб, библиотека, началось первое жилищное строительство. Под Задонском создано подсобное хозяйство, снабжавшее продуктами заводскую столовую и многодетных рабочих.

### Великая Отечественная война
С первых дней войны на заводе введено военное положение и начался выпуск военной продукции. К осени 1941 года Воронеж попал в зону действия бомбардировочной авиации, в период 13.10.1941 по 29.12.1941 рабочие с семьями и основное оборудование завода 10-ю эшелонами были переброшено в Новосибирск, где разместилось на базе новосибирского аптекоуправления (здание снесено осенью 2018 года). Завод получил номер 590. Первый эшелон прибыл в Новосибирск 27 октября 1941 года, эта дата считается днем возникновения новосибирского завода «Электросигнал», ставшего после войны независимым предприятием. Несмотря на многочисленные трудности, нехватку в переполненном эвакуированными предприятиями Новосибирске электроэнергии, пара, воды, уже через 2 месяца на новом месте начался выпуск продукции. Ушедших на фронт мужчин заменяли женщины и подростки (в 1942 году 41,8 % рабочих имели возраст до 18 лет), рабочий день длился 13-15 часов. Руководил переброской завода и развертыванием производства на новом месте Мещеряков, Константин Назарович, назначенный директором в январе 1941 года. В цехах воронежского завода, в это время, разместился ремпоезд и продолжала работать радиомастерская, в начале июня 1942 года, с приближением фронта, ремпоезд ушел и последние рабочие покинули завод, зарыв наиболее ценное радиооборудование. Битва за Воронеж (28 июня 1942 — 25 января 1943 гг.) стала одной из наиболее жестоких за годы войны, завод как и город, оказался разрушен более чем на 90 %.
Всего из Воронежа было эвакуировано 2727 работников завода и их семей, в том числе рабочих −906 человек , ИТР-455, служащих −207. В период 1941—1945 гг. для нужд армии выпускались: «Малютка» РСИ-4А и РСИ-4Т (около 110 тыс. шт.), «Астра» УС-3С (10 тыс. шт.), «Мак» УС-3 (8542 шт.), «Левкой» РБМ, РБМ-5 (19 тыс. шт.), РСИ-6МУ (5496 шт.)и др. Средствами связи «Электросигнала» оснащался каждый самолет и каждый 3-й танк, выпускавшийся в то время. Всего за годы войны Новосибирский и Воронежский заводы поставили в войска около 190 тыс. единиц радиооборудования.
Восстановление производства началось через несколько дней после освобождения Воронежа. В апреле 1943 года на территории завода работало около 300 человек, набранных из раненых фронтовиков и мобилизованного населения Воронежской области, в мае в город прибыл эшелон из Новосибирского отделения c кадровыми рабочими и оборудованием. Руководил эшелоном Г. П. Фурсов, ставший первым послевоенным директором предприятия, активизировалось возрождение прежнего производства. 23 сентября 1943 года был выпущен Приказ № 41840 Государственного комитета обороны для обеспечения завода № 728 (так в то время назывался «Электросигнал») всем необходимым для выпуска 500 радиопередвижек на базе станций 6Н-1 и в 4-м квартале 1943 года начался их выпуск. В 1944 году, после восстановления некоторых цехов, воронежский «Электросигнал» возобновил выпуск продукции, которой стали радиопередвижки (радиоприемники) ВП-2 и ВП-3. В этом же году «Электросигнал» в Новосибирске был награжден орденом Ленина за образцовое выполнение государственных заказов. Выпуск товарной продукции (в тыс.руб.) — 2-е полугодие 1941 — 23 320, 1942 год — 80 951, 1943—140 910, 1944—145 020, 1-е полугодие 1945 — 62 418.

### Послевоенное время
1946 год. Запущена поточная сборка радиоприемников «Родина-46», а затем и его модификаций — «Родина-47» (1947 год) и «Родина-52» (1952 год).
1947 год. Превышен довоенный уровень выпуска продукции. К концу 1940-х «Электросигнал» стал одним из крупнейших радиозаводов СССР.
1953 год. Началось телевизионное производство, первой моделью телевизора стал КВН-49. 7 мая 1954 года заводскими радиолюбителями с территории завода была организована первая в Воронеже телепередача. В 1958 году разработан и начал выпускаться телевизор «Воронеж» (констукторы Богатырев К. Н., Потапов Н. А., Гугин В. Ф., Кузнецов Н. И., Игнатуша П. М.), который получил золотую медаль ВДНХ и Grand Prix на выставке в Нью-Йорке в номинациях «дизайн» и «качество изображения». С 1955 года налажен выпуск телевизоров марки «Рекорд», ставших впоследствии визитной карточкой завода.
В 1950-е годы «Электросигнал» приступил к выпуску радиостанций для народного хозяйства. Одна из первых разработок — радиостанция «Марс» (РТМ) была удостоена Гран-при и золотой медали на международной выставке в Брюсселе 1958 года. «Марс» была выпущена небольшой серией, позднее ей на смену пришли радиостанции марки «Гранит». Директором завода в это время (1943—1968 гг.) был Григорий Петрович Фурсов.

### Развитие производства до 1990-х
1958 год. 86 ведущих специалистов завода переведены во вновь созданный Воронежский НИИ Связи (ныне концерн «Созвездие»)

1960 г. начат выпуск аппаратуры комплексов «Алтай», разработки НИИС.
1963 год выступление футбольной команды Энергия (Воронеж)- класс Б , Чемпионата РСФСР. 14- е место.
1966 год. Завод награжден орденом Ленина.1965-1970 годы. Рекордные темпы роста, 213,1 % по объемам валового производства. Завод становится крупнейшим в СССР по выпуску телевизоров и радиостанций для народного хозяйства. Помимо этого выпускаются средства связи для армии, КГБ, Политбюро, Службы внешней разведки. Продукция выходит на международный рынок и экспортируется в Сирию, Египет, Ирак, Австрию, Чехословакию, Румынию, Болгарию, Венгрию, Германию.
Директором завода становится Н .А. Потапов (1923—2006) - с 1968 г по 1987 гг.
1970-е (9-10 пятилетки) Масштабная модернизация и реконструкция. Создан первый в Воронеже ИВЦ, введена электронная структура изделия и система автоматизированного управления производством на базе ЭВМ ЕС-1033.
В августе 1971 года — открытие Музея Боевой и Трудовой Славы- 3-й этаж заводоуправления. Сейчас на 2020г он входит в 10-ку лучших музеев Воронежской обл.
 1977 год. Завод преобразован в производственное объединение, в состав которого вошли 3 завода, конструкторско-технологическое бюро, несколько филиалов, производственно-коммерческая фирма с сетью техноторговых центров в различных регионах страны.
1980 год (конец 10 пятилетки) объем продукции вырос в 227 раз к довоенному периоду.
1982 год. С 1953 года выпущено более 17 миллионов телевизоров 15-ти различных моделей, телевизионным производством занято 14 конвейерных линий. Специально для производства цветных телевизоров строится «завод в заводе».
К началу 1990-х годовой выпуск телевизоров достиг 1,2 миллиона штук, на заводе работает около 20 тысяч человек.
Как и все крупные советские предприятия, «Электросигнал» содержал обширную социальную сферу. Заводские базы отдыха «Дон», в районе деревень Емань и Кривоборье и «Сигнал» на Черном море (ст. Благовещенская), санаторий-профилакторий «Лель», рыболовная база «Рыбак», пионерлагерь «Костер», детский спортивно-оздоровительный лагерь «Энергия», детские клубы и станции детского творчества «Сокол», «Чайка», «Радар» и др., детские комбинаты, ясли, обслуживали по нескольку тысяч человек ежегодно. Среди работников была развита художественная самодеятельность (участвовало около 700 человек), построен заводской клуб и хорошо оборудованная заводская поликлиника. Подсобное хозяйство давало около 300 тонн мяса и 20 тонн масла ежегодно, также, заводом построено около половины жилых домов Северного микрорайона Воронежа.
«Электросигнал» участвовал в создании ряда дочерних предприятий и филиалов: Воронежский завод радиодеталей, Воронежский НИИ связи (Концерн «Созвездие»), ВНИИ «Вега», ВЦКБ «Полюс», Тернопольский радиозавод «Орион», филиал в Коммунарске и два филиала в Воронежской области — «ЭЛМА» (Верхний Мамон) и «ЭЛТА» (Таловая).

### Российский период
Распад СССР и политико-экономический кризис 90-х нанес сильный удар по заводу. На развал старой системы производственных отношений, уход многих поставщиков и заказчиков в частные руки, многочисленные проблемы, связанные с экономической нестабильностью, наложилась массовая экспансия в Россию электроники ведущих мировых производителей, которые активно захватывали рынок. Результатом стало прекращение производства телевизоров и значительное сокращение производства гражданских средств связи, уменьшение численности рабочих — с 20 до 4 тыс. в первые годы и до 2000 впоследствии, практически полное сворачивание социальной сферы, как непрофильных активов, закрытие или потеря филиалов, продажа производственных площадей под торговые центры, частая смена руководителей. Постепенно, основной продукцией «Электросигнала» стали средства связи для армии и силовых ведомств.
В начале 1990-х Александровский радиозавод выкупил марку «Рекорд» и воронежские телевизоры, а также некоторые радиостанции стали называться «ВЭЛС».
В 1993 году «Электросигнал» преобразован в акционерное общество.
В 1997 году завод, одним из первых в отрасли, получает сертификат качества на соответствие международному стандарту ИСО-9001-94.
Сохранить производство после кризиса 90-х удалось благодаря начавшемуся обновлению парка средств связи производственно-технического и специального назначения, основным разработчиком и заказчиком которых, для завода, стал сформированный на базе Воронежского НИИ связи в рамках Федеральной программы развития ОПК на 2002—2006 годы, концерн «Созвездие», объединивший более десятка предприятий радиопромышленности.
2005 г. ОАО «Электросигнал» выпускает оборудование связи для промышленности, железнодорожного транспорта («Транспорт РВ1.1М»), тактического звена сухопутных войск (комплекс «Акведук») и др. Общий портфель заказов — 650 млн рублей, чистый годовой убыток — 12,8 млн руб. Акционеры предприятия: государство — 20 %, ЗАО «Электросигнал-холдинг» (Новосибирск) — 19,27 %, ООО ПКФ «ВЭЛС» — 12,77 %.
В этот же период воронежский «Электросигнал» был едва не поглощен его новосибирской дочкой ЗАО «Электросигнал-холдинг», следствием чего стал острый конфликт среди акционеров, вышедший на областной и федеральный уровни. Руководству новосибирского ЗАО «Электросигнал-холдинг» к 2007 году удалось скупить около 40 % акций, и стать крупнейшим их держателем, Правительство РФ включило завод в планы приватизации на 2008—2010 годы (планировалась распродажа государственных акций), а концерн «Созвездие» обещал изъять с предприятия документацию при переходе его в частные руки. Этому противилось руководство завода, городские власти Воронежа и ряд федеральных чиновников, встревоженных срывом гособоронзаказа. В результате было принято решения о переводе госакций в «Концерн „Созвездие“».
В 2012 году предприятие вошло в состав АО «Концерн „Созвездие“».
С 2014 года АО «Концерн „Созвездие“» входит в АО «Объединенная приборостроительная корпорация» государственной корпорации «Ростех».
В августе 2019 произошла смена собственника, 89,8 % акций выкупил «Концерн „Созвездие“».
С 2019 года начинается выпуск радиостанций нового поколения.
В феврале 2019 «Электросигнал» получил лицензию от «Роскосмоса» на производства радиостанций для космоса.
На март 2020 года на заводе работает 2300 чел.

В июле 2021 года «Электросигнал» частично не выплатил дивиденды по итогам 2020 года (39,39 млн руб) из-за отсутствия средств.
Вышла книга «90 лет - Службе Отечеству!» 510 ст. Автор — А. Сергиенко, главный редактор газеты «За Радио» 1000 экз. В книге использованы архивные материалы. Помогали: Е. Я. Кириллов, В.В Жданов, О. О. Жданова, В. С. Москаленко. А также были использованы фото газеты «За Радио» и Н.М Автономов, В.Ю Ковалев, И. А. Тупикин, С. В. Чирков.

## Санкции
В ответ на вторжение российских войск на Украину «Электросигнал» включен в санкционный список всех стран Евросоюза.
7 апреля 2022 года «Электросигнал» попал под санкции США, 27 июня 2022 года — под санкции Канады.
Также завод был внесен в санкционные списки Швейцарии, Украины и Японии.

## Общие сведения

### Генеральный директор
Гуренко Игорь Дмитриевич

## Продукция
- С 1934 года — средства сигнализации и блокировки для нужд железнодорожного транспорта[45];
- С 1941 года — изделия радиосвязи для нужд армии;
- С 1941 года — корпуса для ручных гранат, ножи, хвостовые части самолетов;
- 1943 год — серийно выпускает радиопередвижки «ВП-2» и «ВП-3» для фронта;
- В послевоенный период завод снова начал выпускать радиоприемники, радиостанции.
- 1953—1957 годы — «КВН-49»[46];
- в 1955 году начат выпуск чёрно-белых телевизоров «Рекорд»;
- в 1958 году — чёрно-белые телевизоры «Воронеж»;
- в 1970 году — чёрно-белые телевизоры «Рекорд В-302»;
- в 1975 году — чёрно-белые телевизоры «Рекорд В-312»;
- в 1983 году — чёрно-белые телевизоры «Рекорд В-315», цветных телевизоров «Рекорд ВЦ-311»,
- в 1985 году — «Рекорд ВЦ-381»;
- В 1993 году начал выпуск цветного телевизора «ВЭЛС 51ТЦ-492» (от Воронежский «Электросигнал»)[47], абонентских радиотелефонов и портативных радиостанций;
- В 1995 году начал выпуск цветного телевизора «ВЭЛС 51ТЦ-492М»[48];
- В XXI веке завод производит продукцию военного назначения — радиостанции КВ- и УКВ-диапазонов и мобильные комплексы;
- Радиостанции для поездной радиосвязи;
- Автоматический измеритель артериального давления Омелон В-2.